# Jodi Maree
Jodi Maree (ur. 27 maja 1974) – australijska zapaśniczka walcząca w stylu wolnym. Zajęła dziesiąte miejsce na mistrzostwach świata w 1995. Złota medalistka mistrzostw Oceanii w 1995 i 1996, a także mistrzostw Wspólnoty Narodów w 1995 roku.